# Instituto Estadounidense de Arquitectos
El  Instituto Estadounidense de Arquitectos (en inglés: American Institute of Architects,  por sus siglas AIA), es una organización profesional fundada en 1857 que representa los intereses profesionales de los arquitectos estadounidenses. 
Equiparable al Consejo Superior de los Colegios de Arquitectos de España (CSCAE) o a la Sociedad Central de Arquitectos (SCA) de Argentina, el AIA cuenta en la actualidad con más de 74.000 miembros. Arquitectos eminentes son electos al College of Fellows del Instituto y se distinguen con el título de FAIA.
En 2006 y 2007, en el marco de las conmemoraciones de su 150.º aniversario, el AIA patrocinó una investigación para identificar las 150 obras más populares de la arquitectura en los Estados Unidos, que comunicó publicando la lista America's Favorite Architecture.

## Galardones
El American Institute of Architects concede varios premios galardones entre los que destacan:
- Medalla de Oro del AIA